# Kazimierz I opolski
Kazimierz I opolski (ur. między 1178 a 1180, zm. 13 maja 1230) – książę opolsko-raciborski w latach 1211–1230 z dynastii Piastów, uczestnik V wyprawy krzyżowej, pierwszy książę piastowski używający orła jako swego znaku.

## Życiorys
Był jedynym synem Mieszka Plątonogiego i Ludmiły pochodzącej najprawdopodobniej z Czech. O życiu jego nie mamy zbyt wielu wiadomości, a imię tego władcy pojawia się z reguły przypadkiem. Nie inaczej sprawa miała się w kontekście narodzin Kazimierza, które stały się pretekstem do zawarcia układu politycznego pomiędzy Mieszkiem a władcą Małopolski Kazimierzem Sprawiedliwym. Chodziło tutaj o sprawę zrzucenia z tronu krakowskiego seniora dynastii, Mieszka Starego, którego dotychczasowym wiernym sojusznikiem był właśnie książę opolsko-raciborski. Kompromis, który wówczas zawarto, zdecydowano się umocnić w akcie chrztu syna Mieszkowego, którego na cześć najmłodszego syna Bolesława III Krzywoustego nazwano Kazimierzem (władca Małopolski został też zapewne ojcem chrzestnym nowo narodzonego dziecka).
Śmierć ojca w 1211 zastała Kazimierza z pewnością w pełni przygotowanego do przejęcia władzy. Zaskakujące jest, że ponad trzydziestoletni książę był prawdopodobnie jeszcze wtedy kawalerem. Nie wiemy, kiedy dokładnie się ożenił, jednakże z faktu małoletności synów w latach trzydziestych XIII stulecia można wnosić, że stało się to już po śmierci ojca. Równie tajemnicza jest także osoba małżonki Kazimierza – została nią bliżej nieznana Wiola. XV-wieczny polski kronikarz Jan Długosz twierdzi, że pochodziła ona z Bułgarii. Do małżeństwa tego doszło zapewne podczas powrotu Kazimierza z wyprawy krzyżowej (1217–1218).
Kazimierz początkowo należał do obozu juniorów (Leszek Biały, Konrad mazowiecki, Władysław Odonic) przeciwstawiających się bezkompromisowej polityce Władysława Laskonogiego i Henryka Brodatego. Wyrażało się to przede wszystkim we współpracy z hierarchią kościelną, zwłaszcza z biskupem wrocławskim Wawrzyńcem (np. w 1215 na zjeździe w Wolborzu Kazimierz nadał Kościołowi wielki immunitet, dzięki któremu stworzył podwaliny na wpół niezależnego państewka biskupów wrocławskich w Ujeździe). Szeroka współpraca księcia opolsko-raciborskiego z Kościołem miała również zapewnić bezpieczeństwo przed rewizjonizmem sąsiadów (tylko rdzeń księstwa z Raciborzem był w miarę bezpieczny, bowiem do Opola pretensje mógł w każdej chwili wysunąć Henryk Brodaty, zaś do wschodnich rubieży państwa z Siewierzem, Bytomiem i Oświęcimiem książęta krakowscy.

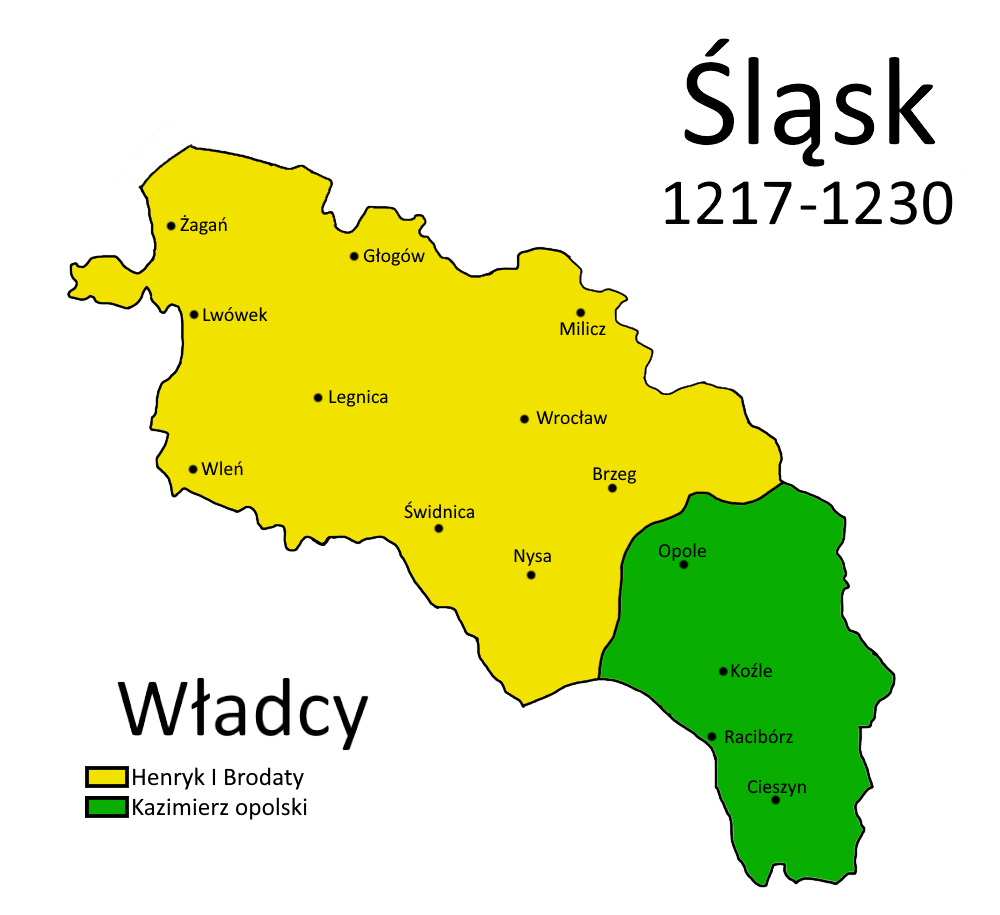
Księstwo opolsko-raciborskie pod rządami Kazimierza I (zielony kolor)

Wobec wzrostu w latach dwudziestych XIII wieku potęgi księcia śląskiego, Henryka Brodatego pozycja geopolityczna Kazimierza zaczęła się komplikować. Książę podjął wówczas decyzję o ścisłej współpracy z księciem śląskim. Treści układu wówczas zawartego nie znamy, jednak wiadomo, że podczas nieudanej wyprawy Henryka Brodatego na Kraków w 1225 posiłkowały go oddziały z Raciborza i Opola. Fakt ten poświadcza obecność emigrantów politycznych z Małopolski – Gryfitów po 1225 w księstwie opolsko-raciborskim. Pomoc, jaką okazał im Kazimierz, musiała być nietuzinkowa, skoro Klemens Gryfita wziął na siebie część kosztów budowy murów miejskich w Opolu. Sojusz z Henrykiem Brodatym przyniósł zresztą i nabytek terytorialny – w 1227 w wyniku zamieszania po śmierci Leszka Białego Kazimierz przyłączył do księstwa nadgraniczny gród w Czeladzi. Nie był to jednak nabytek trwały.
Innym ważnym przejawem rządów Kazimierza było sprowadzanie wzorem Henryka Brodatego osadników niemieckich. Proces ten nie rozwinął się jednak do takich rozmiarów jak na Dolnym Śląsku. Rozpoczął także proces lokacji miast na prawie niemieckim (pierwszym był biskupi Ujazd w 1222), co wymiernie przyczyniło się do rozwoju gospodarczego księstwa.
Śmierć zaskoczyła Kazimierza 13 maja 1230. Został pochowany w ufundowanym przez siebie klasztorze norbertanek w podopolskich Czarnowąsach. Z małżeństwa z Wiolą pozostawił czwórkę nieletnich dzieci – dwóch synów: Mieszka i Władysława, późniejszych książąt opolskich, oraz dwie córki: Więcesławę (została zakonnicą w Czarnowąsach) i Eufrozynę (małżonkę Kazimierza I kujawskiego, a po jego śmierci Mściwoja II). Eufrozyna była matką króla Polski Władysława Łokietka. Po śmierci Kazimierza opiekę nad żoną i dziećmi księcia przejął Henryk Brodaty.